# هيئة النيابة الإدارية (مصر)
النيابة الإدارية في مصر، هي هيئة قضائية مستقلة وفقا للمادة 197 من الدستور، أنشئت بموجب القانون رقم 480 لسنة 1954 الصادر في مصر، وتم تعديل نظامها بالقانون 117 لسنة 1958 والقانون رقم 19 لسنة 1959و القانون رقم 12 لسنة 1989 لتمارس سلطاتها في الفحص والتحقيق طبقاً لأحكام الدستور والقانون، وهي الأمينة على الدعوى التأديبية تتولى إقامتها ومباشرتها أمام المحاكم التأديبية، كما تتولى الطعن في أحكام هذه المحاكم ومباشرة كافة الطعون أمام المحكمة الإدارية العليا. وهي النائبة عن المجتمع في تعقب المخالفات التأديبية التي تقع من الفئات الخاضعة لولايتها مستهدفة حماية المال العام، وضمان حسن سير المرافق العامة وتحقيق العدالة التأديبية واكتشاف أوجه الخلل والقصور في النظم والإجراءات الإدارية والمالية
تشكل الهيئة من رئيس يعين بقرار من رئيس الجمهورية ويؤدى اليمين أمامه، ومن عدد كاف من المستشارين نواب الرئيس ومن الوكلاء العامين الأولين والوكلاء العامين ورؤساء النيابة ووكلائها ومساعديها ومعاونيها ويعينون جميعا بقرارات من رئيس الجمهورية، ويدير شئونها المجلس الاعلي للنيابة الادارية اعلى سلطة قضائية بالهيئة والمكون من رئيس الهيئة واقدم ستة نواب للرئيس.
و تتكون النيابة الادارية من 180 نيابة و26 مكتب فنى و15 فرع للدعوى التأديبية والتفتيش القضائي ودارة النيابات ووحدة قضايا الاستثمار على مستوى الجمهورية

## اختصاصاتها
تختص النيابة الإدارية بالتحقيق في المخالفات التأديبية التي تتضمنها البلاغات الواردة إليها من الجهات الخاضعة لولايتها، أو من أي جهة رسمية أو رقابية، أو شكاوى العاملين بالجهات أو شكاوى غيرهم من آحاد الناس.
كما تتولى النيابة الادارية إصدار القرارات التأديبية بتوقيع الجزاءات التأديبية على الموظفين في القضايا التي باشرت التحقيق فيها اعمالا للمادة 197 من الدستور.
و تتولى النيابة الادارية تحريك ومباشرة الدعاوى التأديبية أمام المحاكم التأديبية باعتبارها جزء من تشكيل المحكمة اذ تبطل جلسات المحكمة إذا لم يحضر فيها عضو النيابة الادارية.
و تتولى النيابة الادارية فحص الاحكام الصادرة من المحاكم التأديبية بمجلس الدولة للتحقق من صحتها ولرئيس هيئة النيابة الادارية الطعن على أحكام المحاكم التأديبية إذا رأى وجها لذلك ومباشرة الطعون امام المحكمة الادارية العليا.
و تختص النيابة الادارية بتحريك الدعوى الجنائية عن الجرائم الجنائية التي تكشف عنها تحقيقات النيابة الادارية باحالتها إلى النيابة العامة، وكذلك تحريك دعوى الكسب غير المشروع باحالة جرائم الكسب التي تتكشف لها إلى إدارة الكسب غير المشروع بوزارة العدل وتتولى النيابة الادارية اعداد الدراسات والبحوث التي يكلفها بها رئيس الجمهورية عن المرافق العامة المختلفة.
تختص النيابة الإدارية بالتحقيق في المخالفات التأديبية التي تتضمنها البلاغات الواردة إليها من الجهات الخاضعة لولايتها، أو من أي جهة رسمية أو رقابية، أو شكاوى العاملين بالجهات أو شكاوى غيرهم من آحاد الناس. كما تتولى النيابة الادارية إصدار القرارات التأديبية بتوقيع الجزاءات التأديبية على الموظفين في القضايا التي باشرت التحقيق فيها اعمالا للمادة 197 من الدستور.
و تتولى النيابة الادارية تحريك ومباشرة الدعاوى التأديبية أمام المحاكم التأديبية باعتبارها جزء من تشكيل المحكمة اذ تبطل جلسات المحكمة إذا لم يحضر فيها عضو النيابة الادارية.
و تتولى النيابة الادارية فحص الاحكام الصادرة من المحاكم التأديبية بمجلس الدولة للتحقق من صحتها ولرئيس هيئة النيابة الادارية الطعن على أحكام المحاكم التأديبية إذا رأى وجها لذلك ومباشرة الطعون امام المحكمة الادارية العليا.
و تختص النيابة الادارية بتحريك الدعوى الجنائية عن الجرائم الجنائية التي تكشف عنها تحقيقات النيابة الادارية باحالتها إلى النيابة العامة، وكذلك تحريك دعوى الكسب غير المشروع باحالة جرائم الكسب التي تتكشف لها إلى إدارة الكسب غير المشروع بوزارة العدل
و تتولى النيابة الادارية اعداد الدراسات والبحوث التي يكلفها بها رئيس الجمهورية عن المرافق العامة المختلفة.

## الفئات الخاضعة لسلطاتها

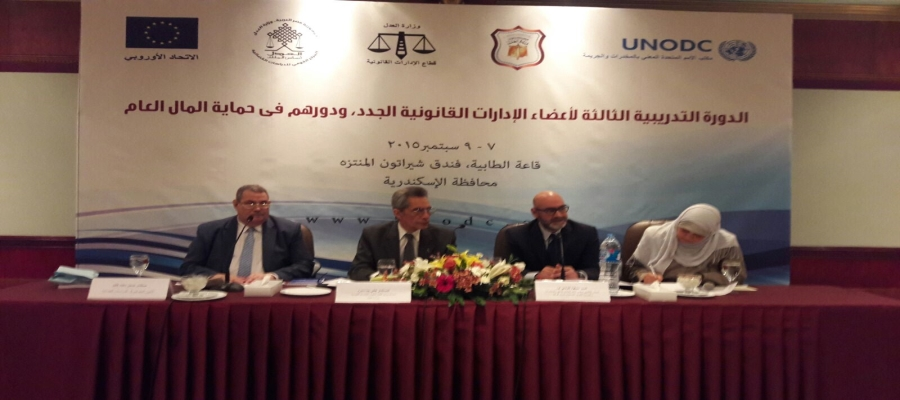

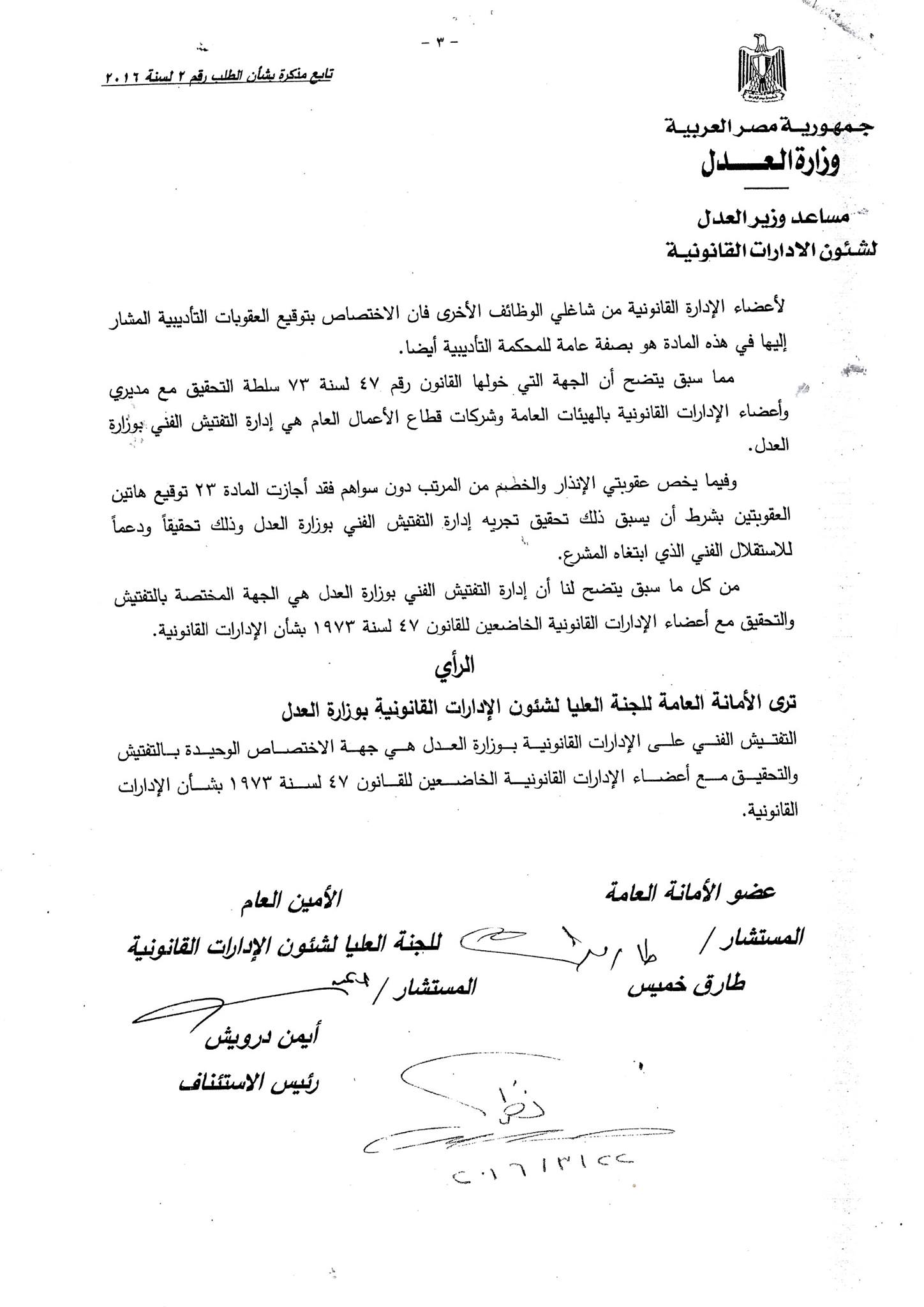

تختص النيابة الإدارية بالتحقيق في المخالفات الإدارية والمالية التي تقع من كل من الفئات التالية:
1. العاملين بوزارات الحكومة ومصالحها والأجهزة التي لها موازنة خاصة ووحدات الحكم المحلى.
2. العاملين بالهيئات والمؤسسات العامة.
3. العاملين بهيئات القطاع العام وشركاته التي لم تسر عليها أحكام القانون 203 لسنة 1991 في شأن قطاع الأعمال العام.
4. العاملين بالشركات القابضة المنشأة وفقاً لأحكام قانون قطاع الأعمال العام والذين يحالون إلى النيابة الإدارية للتحقيق.
5. العاملين بالشركات التابعة المنشأة وفقاً لأحكام قانون قطاع الأعمال العام والذين يحيلم رئيس الشركة أو الوزير المختص إلى النيابة.
6. العاملين بالشركات والهيئات القائمة على التزامات المرافق العامة طبقاً لأحكام القانون 129 لسنة 1947.
7. العاملين بالشركات التي تساهم فيها الحكومة أو الهيئات العامة بنسبة لا تقل عن 25 % من رأس مالها أو تضمن لها حداً أدنى من الأرباح.
8. العاملين بالجمعيات والهيئات الخاصة التي صدر أو يصدر بتحديدها قانون أو قرار من رئيس الجمهورية.
9. أعضاء مجالس إدارة التشكيلات النقابية المشكلة طبقاً للقانون 35 لسنة 1976 بإصدار قانون النقابات العمالية، وأعضاء مجالس الإدارة المنتخبين طبقاً لأحكام القانون رقم 73 لسنة 1973 في شأن تحديد شروط وإجراءات انتخاب ممثلي العمال في مجالس إدارة وحدات القطاع العام والشركات المساهمة والجمعيات والمؤسسات الخاصة، وكذا أعضاء مجالس الإدارة المنتخبين بالشركات التابعة
10. العاملين المؤقتين المعينين براتب ثابت أو مكافأة شاملة سواء شغلوا وظائف بالموازنة وطبق عليهم نظام العاملين المدنيين بالدولة، أو لم يشغلوا إحدى هذه الوظائف وطبق عليهم القرار الجمهوري رقم 861 لسنة 1974 في شأن أحوال وشروط تعيين العاملين بمكافأة شاملة، وفي الحالة الأخيرة تسرى عليهم بالنسبة لتأديبهم الأحكام المنصوص عليها في القرار الجمهوري سالف الذكر.
11. العاملين بغرفة الصناعات التعدينية.
12. العاملين الذين تنص قوانين الجهة التي يعملون بها على اختصاص النيابة الإدارية بالتحقيق معهم.
13. المحامين بشركات قطاع الأعمال العام الذين لا يخضعون لأحكام قانون الإدارات القانونية رقم 47 لسنة 1973 .

و لا تختص النيابة الإدارية بالتحقيق مع أعضاء الإدارات القانونية الخاضعين لأحكام قانون 47 لسنة 1973 في حالة احالتهم إلى المحاكم التأديبية اعمالا للمادة 21 من القانون رقم 47 لسنة 1973، ولا تختص النيابة الادارية في جميع الاحوال بالتحقيق مع أعضاء الإدارات القانونية لصدور فتاوى واحكام قضائية مفادها ذلك، حيث أن فتوى الأمانة العامة للجنة العليا لشئون الإدارات القانونية بوزارة العدل جاء فيها "التفتيش الفني على الإدارات القانونية بوزارة العدل هي جهة الاختصاص الوحيدة بالتفتيش والتحقيق مع أعضاء الإدارات القانونية الخاضعين لقانون 47 لسنة 1973 بشأن الإدارات القانونية ، وأن أعضاء الادارات القانونية الخاضعين لاحكام قانون 47 لسنة 1973، هم أعضاء بنقابة المحامين، وقد نص قانون المحاماة رقم 17 لسنة 1983  وتعديلاته عليهم، تحت مسمى " محامي الادارات القانونية " حيث ورد ذكرهم في المادة 3 و 4 و7 و8 و22 من ذات القانون، كما نص عليهم الدستور المصري لسنة 2014 في المادة 198  منه، والخاصة بالمحاماة، تحت مسمى " محامو الهيئات وشركات القطاع العام وقطاع الأعمال العام "، وهم بذلك يختلفون عن موظفي الشئون القانونية والباحثين القانونين، الخاضعين للتحقيق بمعرفة النيابة الادارية، والخاضعين لذات القواعد والقوانين التي تحكم الوظيفة العامه، لانهم ليسم أعضاء في نقابة المحامين وينظم عملهم قانون الخدمة المدنية،  على خلاف محامي الادارات القانونية، والذين يخضعون لقانون خاص، ونظام تأديبي خاص، وهم أعضاء بنقابة المحامين.
كما تختص النيابة الإدارية دون غيرها بالتحقيق في المخالفات التأديبية التي يرتكبها شاغلي الوظائف العليا من العاملين المدنيين بالدولة وبالقطاع العام وبالشركات القابضة. وتختص دون غيرها بالتحقيق فيما يقع من العاملين المدنيين بالدولة من مخالفات لأحكام ضبط الرقابة على تنفيذ الموازنة العامة، وكذا ما يقع منهم من إهمال أو تقصير يترتب عليه ضياع حق مالي للدولة أو لأحد الأشخاص العامة أو الهيئات الخاضعة لرقابة الجهاز المركزي للمحاسبات، أو المساس بمصالحها المالية أو يكون من شأنه أن يؤدى إلى ذلك بصفة مباشرة.ركما تختص النيابة الادارية بالتحقيق في المخالفات المتعلقة بالاعمال الانتخابية بناء على طلب الهيئة الوطنية للانتخابات اعمالا للمادة 21 من القانون رقم 198 لسنة 2017

## التصرفات
يكون تصرف النيابة الإدارية في التحقيق بأحد التصرفات التالية:
1. حفظ التحقيق بقرار تصدره النيابة الادارية اعمالا للمادة 197 من الدستور
2. توقيع الجزاء التأديبي المناسب للجريمة التأديبية التي ارتكبها المتهم بقرار تصدره النيابة الادارية اعمالا للمادة 197 من الدستور
3. إحالة المتهم الذي أسفرت التحقيقات عن ثبوت إدانته إلى مجلس التأديب.
4. إحالة المتهم للمحاكمة التأديبية إذا اتسم الفعل أو الامتناع الذي ثبت ارتكابه بالجسامة أو رأت النيابة الادارية مبرراً لذلك.
5. كما أنه للنيابة الإدارية أن تحيل المتهم للنيابة العامة متى توافرت في الفعل الصادر من المتهم أركان الجريمة الجنائية.
6. احالة المتهمين بارتكاب جرائم كسب غير مشروع إلى إدارة الكسب غير المشروع بوزارة العدل
7. احالة المحامين بالهيئات العامة وشركات القطاع العام وقطاع الأعمال العام إلى المحاكم التأديبية بناء على طلب إدارة التفتيش الفنى للادارات القانونية بوزارة العدل ومباشرة الدعوى التأديبية ضدهم والطعن على الاحكام الصادرة بغير الإدانة بحقهم امام المحكمة الادارية العليا
8. متابعة تنفيذ القرار الصادر في شأن الموظف العام من النيابة الادارية، ضماناً لتنفيذ العقوبة الموقعة عليه وعدم التلاعب بها.
9. متابعة تنفيذ الاحكام التأديبية باخطار جهات الإدارة بهذه الاحكام ومتابعتها للتحقق من تنفيذها.

و للنيابة الادارية سلطة إصدار عدد من القرارات اثناء مباشرة التحقيق
1. للنيابة الادارية أن تصدر قرار بوقف المتهمين عن العمل احتياطيا إلى حين انتهاء التحقيق
2. للنيابة الادارية أن تقوم بتفتيش اشخاص ومنازل الموظفين المتهمين واماكن العمل الحكومية.
3. للنيابة الإدارية الإطلاع على المستندات والتحفظ عليها
4. للنيابة الإدارية سلطة إصدار امر بضبط الشاهد وإحضاره للتحقيق أمامها.